# Consell Escolar de l'Estat

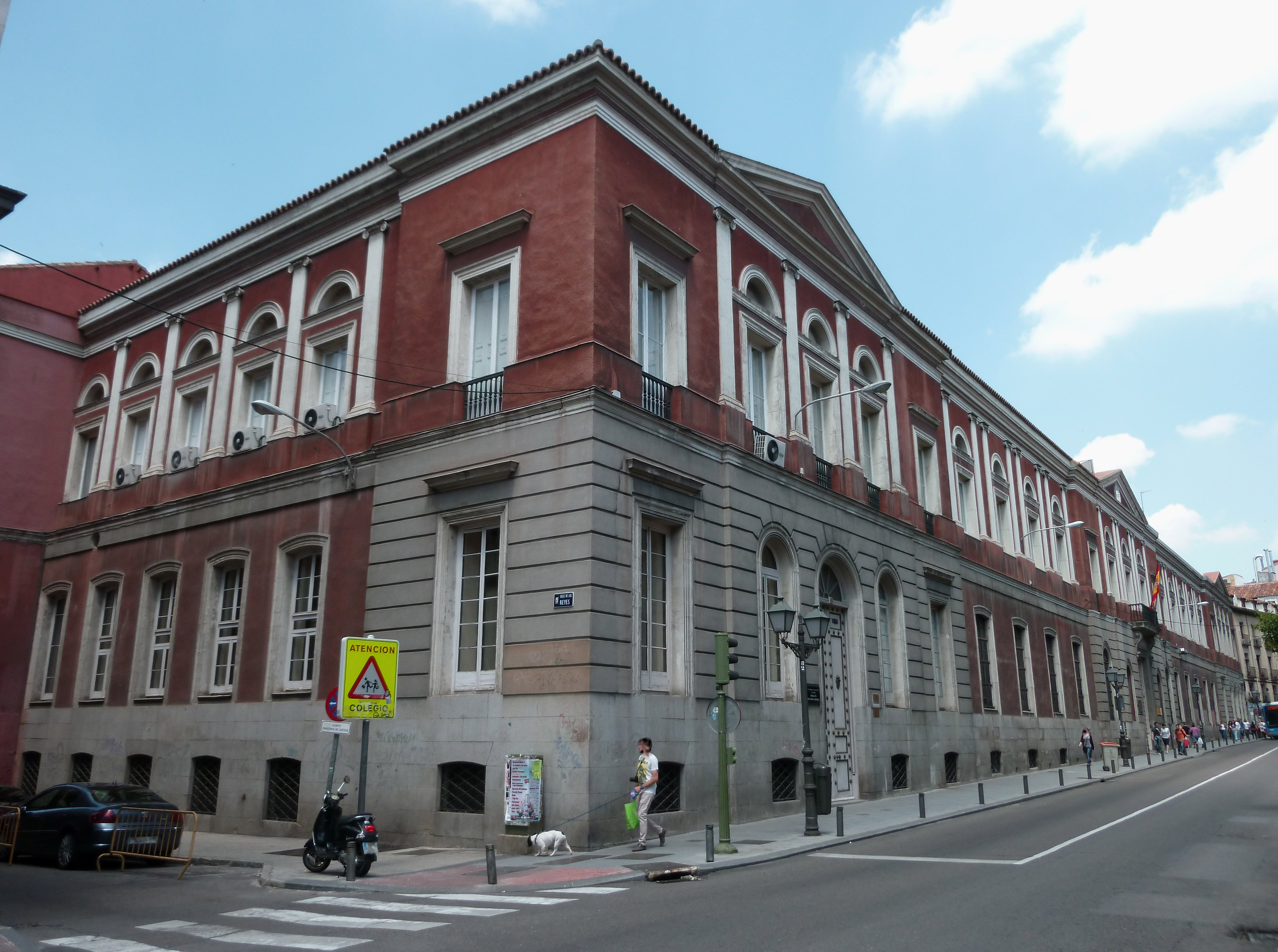
"Caserón de San Bernardo" (Universitat Complutense de Madrid), seu del Consell Escolar.

El Consell Escolar de l'Estat és l'òrgan de participació dels sectors més directament relacionats amb el sector educatiu a Espanya. Es va crear amb la Llei Orgànica Reguladora del Dret a l'Educació en 1985, substituint les funcions del Consell Nacional d'Educació. El seu àmbit s'estén a tot l'Estat.
El Consell desenvolupa també una labor consultiva, d'assessorament i proposta al Govern en relació amb els diferents aspectes del sistema educatiu.
Els seus integrants dictaminen els projectes normatius en matèria educativa, que hagin de ser aprovats pel Parlament, el Govern o pel titular del Ministeri d'Educació.
Així mateix, aprova per a cada curs escolar l'Informe sobre l'estat i situació del sistema educatiu, on s'inclouen les propostes de millora de l'educació que aconsegueixin el respatller els seus membres.